# Henriette Roland Holst
Pour les articles homonymes, voir Holst (homonymie) et Roland (homonymie).
 (décembre 2014).
Si vous disposez d'ouvrages ou d'articles de référence ou si vous connaissez des sites web de qualité traitant du thème abordé ici, merci de compléter l'article en donnant les références utiles à sa vérifiabilité et en les liant à la section « Notes et références ».
Henriette Goverdine Anna Roland Holst-van der Schalk, dite Henriette Roland Holst, (Noordwijk, 24 décembre 1869 – Amsterdam, 21 novembre 1952) est une poétesse et militante socialiste néerlandaise.
Le prénom officiel est Henriette, mais on écrit parfois Henriëtte.

## Biographie

### Jeunesse
Henriette Roland Holst est la fille du notaire Theodoor Willem van der Schalk et de sa femme Anna Ida van der Schalk-van der Hoeven, qui forment une famille catholique libérale aisée. Après 4 ans à l'internat à Velp, elle fait des études de français à Liège, Belgique. En 1892 elle perd son père et sa sœur cadette dans un accident.
En 1896, elle se marie avec l'artiste Richard Roland Holst. Ainsi elle deviendra plus tard la tante du poète Adriaan Roland Holst, surnommé le Prince des poètes néerlandais (1888 - 1976).

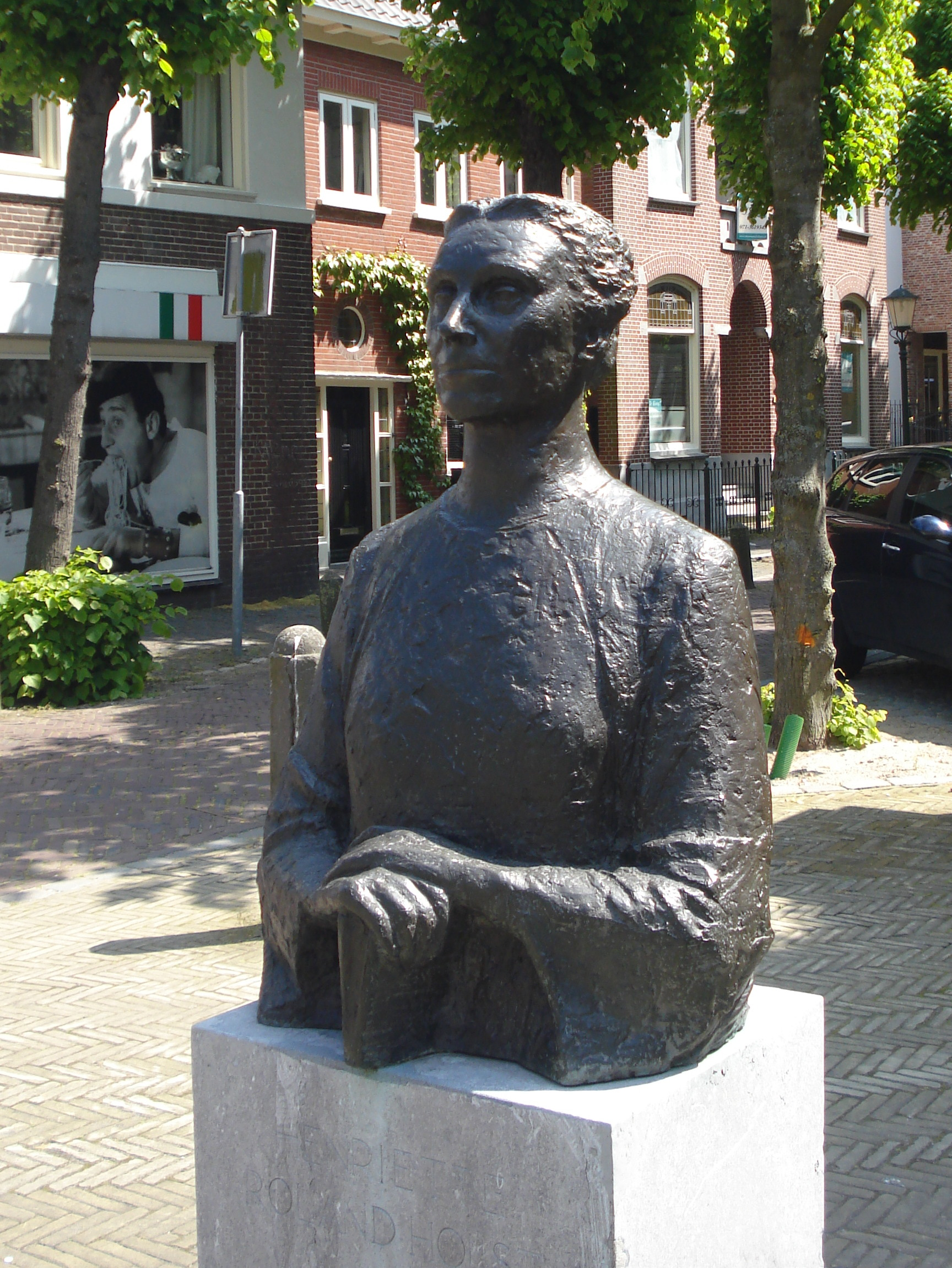
Buste d'Henriette Roland Holst à la Lindenplein, Noordwijk

### Rencontres artistiques
Vers 1890, elle rencontre le poète Albert Verwey et le peintre Jan Toorop. Elle écrit alors le sonnet fameux: ’k Ben nu geen vrouw; ik ben nu enkel dichter (Je ne suis pas femme maintenant; je ne suis que poète maintenant). Elle dédicace à ces deux amis ses premiers vers, qui, publiés en 1893 dans le Nieuwe gids, lui apportent tout de suite la reconnaissance. Ainsi, elle fait la connaissance du poète Willem Kloos, fondateur avec Verwey et d'autres du mouvement des Tachtigers (mouvement des poètes des années 1880).

### Poésie, Philosophie et Politique
Chez Verwey, elle rencontre  l'artiste Richard Roland Holst, qui deviendra son mari Rik, et le poète Herman Gorter.
Gorter, qui venait de publier en 1889 le poème fameux Mei (Mai) incite Henriette à lire Platon, Dante et Spinoza, ainsi que Das Kapital de Karl Marx.
C'est le moment où Henriette commence sa carrière d'auteur politique, historique et philosophique, et qu'elle devient militante socialiste.

### Œuvre poétique
Après ses débuts dans le Nieuwe Gids en 1893, Henriette publie en 1894 dans le premier numéro du Tweemaandelijks Tijdschrift de Verwey 25 sonnets. En 1896, elle publie le recueil Sonnetten en Verzen in Terzinen geschreven. Ce recueil a été décorativement mis en page par Rik. C'est le premier dans une longue série de recueils de poésie lyrique et de poésie dramatique.

### 1896-1911: Socialisme
À 27 ans, Henriette Roland Holst devient membre du SDAP, Parti Social-Démocrate des Ouvriers. Elle milite pendant des soirées pour les ouvriers, elle devient membre du comité et en 1900 est déléguée au congrès de la Deuxième Internationale. Les poèmes de cette période sont de caractère socialiste et elle produit des textes sur les grèves de 1903 et la condition ouvrière. Elle traduit l'Internationale en Néerlandais.

### 1911-1928: Communisme
Marxiste révolutionnaire, elle participe à la création du groupe « De Tribune » (tribuniste), quitte en 1911 le SDAP, mais elle attend quelques années avant de devenir membre du SDP (Parti Social-Democrate), précurseur du Parti communiste des Pays-Bas. Elle participe à plusieurs congrès de l’Internationale socialiste, où elle fait partie de l’aile gauche, et rencontre des théoriciens du socialisme révolutionnaire, tels que Rosa Luxemburg, Karl Liebknecht et Trotski.
En 1914, elle s’oppose à la guerre, avec d’autres marxistes comme Herman Gorter et Anton Pannekoek. En 1918, on la trouve en tête de manifestations révolutionnaires à Amsterdam.
En novembre 1927, elle quitte le Parti communiste, en dénonçant l'étouffement de la liberté d'opinion.

### 1928-1952: Socialisme religieux
La santé de Henriette n'est pas forte. Elle souffre de dépressions et de périodes d'anorexie, d'anémie et de faiblesses de cœur, mais à ses meilleurs jours elle s'engage inlassablement pour les pauvres, les ouvriers et les femmes. Au cours des années ses écrits prennent aussi un caractère plus religieux. Elle écrit des drames, puis des biographies de Rousseau, Gandhi et Tolstoï, et des articles journalistiques. Pendant la Deuxième Guerre mondiale, elle participe à la Résistance comme rédactrice du journal de la Résistance De Vonk (L'étincelle), plus tard nommé De Vlam (La flamme),. Donc, même très riche, elle n'avait rien d'une "socialiste de salon".
À la fin de sa vie, elle écrit son autobiographie Het vuur brandde voort (Le feu brûlait toujours). Elle meurt à l'âge de 82 ans. On a érigé en son honneur un buste devant sa maison natale à Noordwijk.

## Prix
- 1934 - Prijs voor Meesterschap pour l'ensemble de ses œuvres.
- 1949 - Prix des arts et des sciences pour l'ensemble de ses œuvres.

## Œuvres
On peut consulter les titres des recueils de poèmes et de ses œuvres socialistes dans le wikipedia néerlandais : nl:Henriette Roland Holst.

## Le salon de thé de Henriette Roland Holst
Vers 1900, Henriette Roland Holst a hérité le domaine De Oude Buisse Heide à Rijsbergen, où elle séjournait fréquemment dans le Angora Hoeve. Elle travaillait et recevait ses amis poètes dans son salon de thé. Le domaine se situe dans la réserve naturelle Pannenhoef. On a aménagé un sentier de randonnée Henriette Roland-Holst avec des textes de ses poèmes sur des panneaux. On peut visiter le salon de thé sur rendez-vous.